# إبراهيم فوفانا
إبراهيم فوفانا (بالإنجليزية: Ibrahim Fofanah)‏ هو لاعب كرة قدم سيراليوني في مركز الهجوم، ولد في 13 فبراير 1994 في سيراليون. شارك مع منتخب سيراليون لكرة القدم. أما مع النوادي، فقد لعب مع نادي كالون ونادي يورغوردينس.

## وصلات خارجية
- إبراهيم فوفانا على موقع قاعدة بيانات كرة القدم.إي يو (الإنجليزية)
- إبراهيم فوفانا على موقع ناشيونال فوتبول تيمز (الإنجليزية)
- إبراهيم فوفانا على موقع Soccerway.com (الإنجليزية)